# Музей оккупаций и свободы Vabamu
Музе́й оккупа́ций и свобо́ды «Ва́баму» (эст. Okupatsioonide ja vabaduse muuseum Vabamu), ранее Музе́й оккупа́ций (эст. Okupatsioonide muuseum) — музей в Таллине. Постоянная экспозиция открытого в 2003 году музея отражает историю Эстонии в 1940–1991 годах, когда Эстония поочерёдно была оккупирована Советским Союзом, нацистской Германией и затем снова СССР. Открыт 1 июля 2003 года.

## История музея
Музей был создан целевым учреждением «Кистлер-Ритсо Ээсти» (эст. Kistler-Ritso Eesti Sihtasutus). Собранные и выставленные в музее документы и экспонаты призваны рассказать об оккупационных периодах.

## Контакты музея
У музея установлены контакты с государственными, общественными организациями в Эстонии и за рубежом, имеющими аналогичные программы, налажено сотрудничество с Международной комиссией расследования преступлений, Государственной комиссией расследования репрессивной оккупационной политики, организацией «Memento» и Центром исследований советского периода (S-keskus). Подготовлен совместный проект с российской организацией «Мемориал». Установлена связь с музеем ГУЛага бывшего лагеря политзаключённых № 35 в Пермской области. Совместные проекты начаты с фондом «Капитал культуры Эстонии» и Варшавским центром KARTA.

## Галерея

Фрагменты экспозиции музея
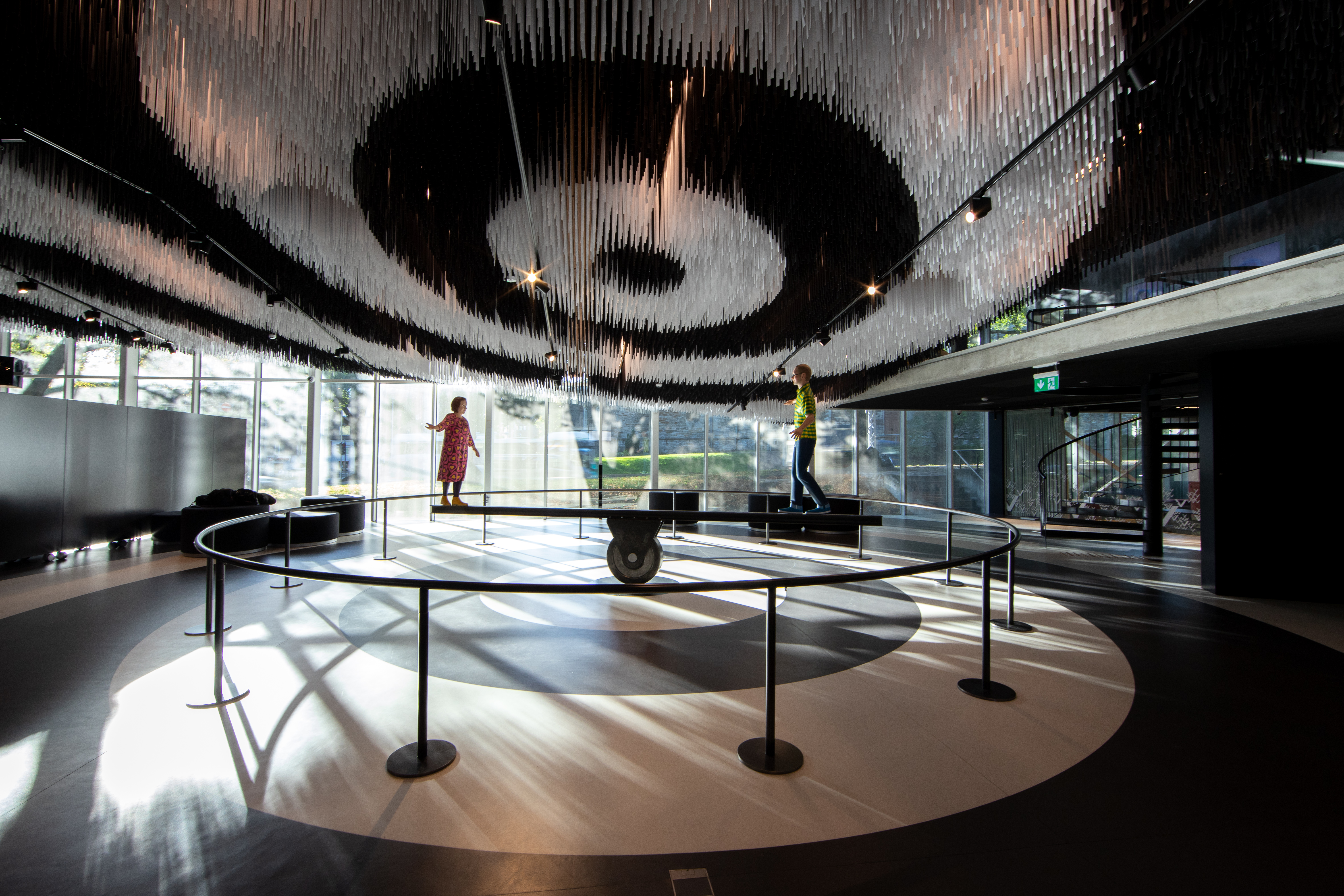
Постоянная экспозиция «Свобода не имеет границ»
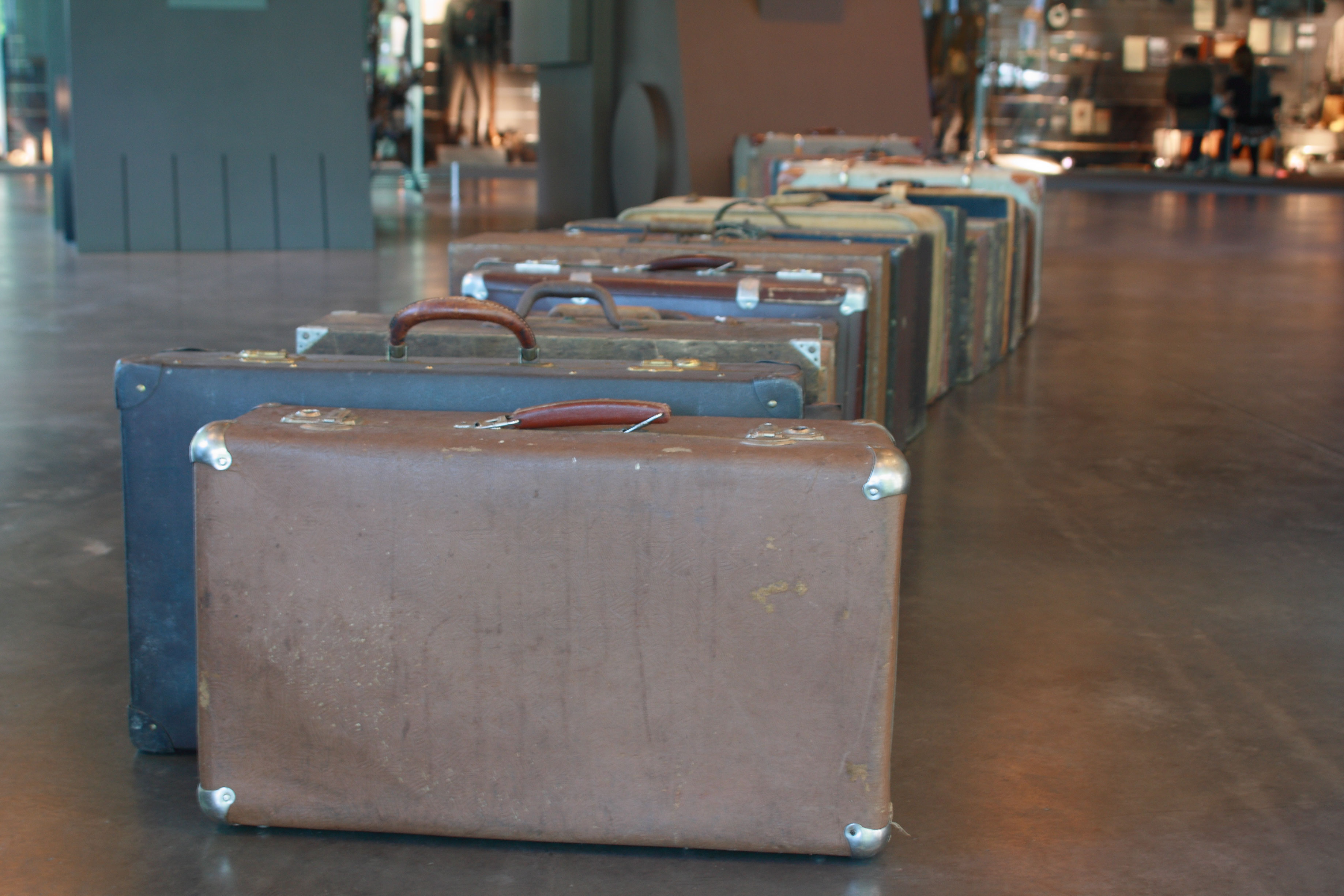
Чемодан беженцев — один из символов оккупационных режимов
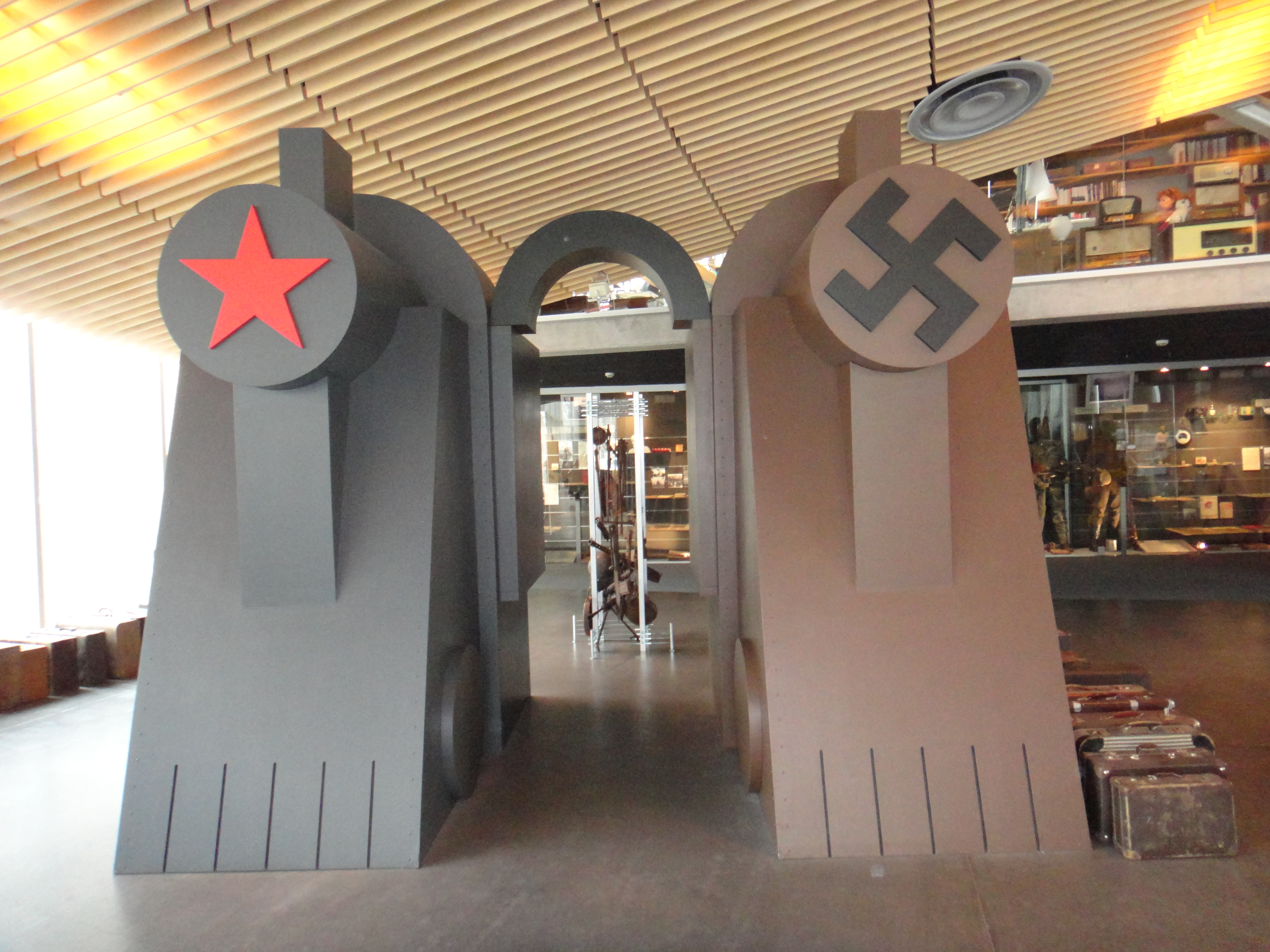
Красная звезда и свастика
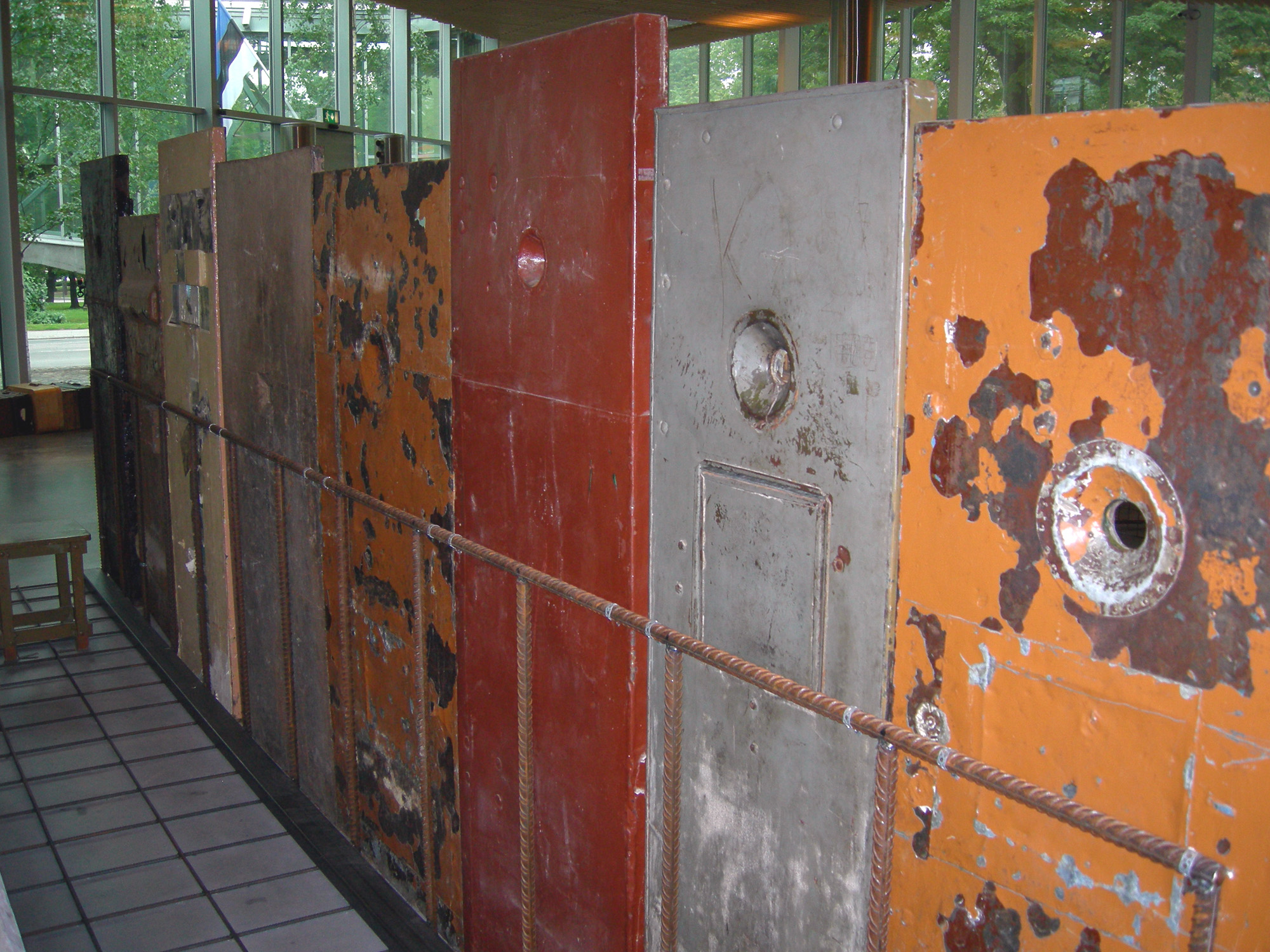
Двери из Тартуского арестного дома, Таллинской центральной и Военной тюрем
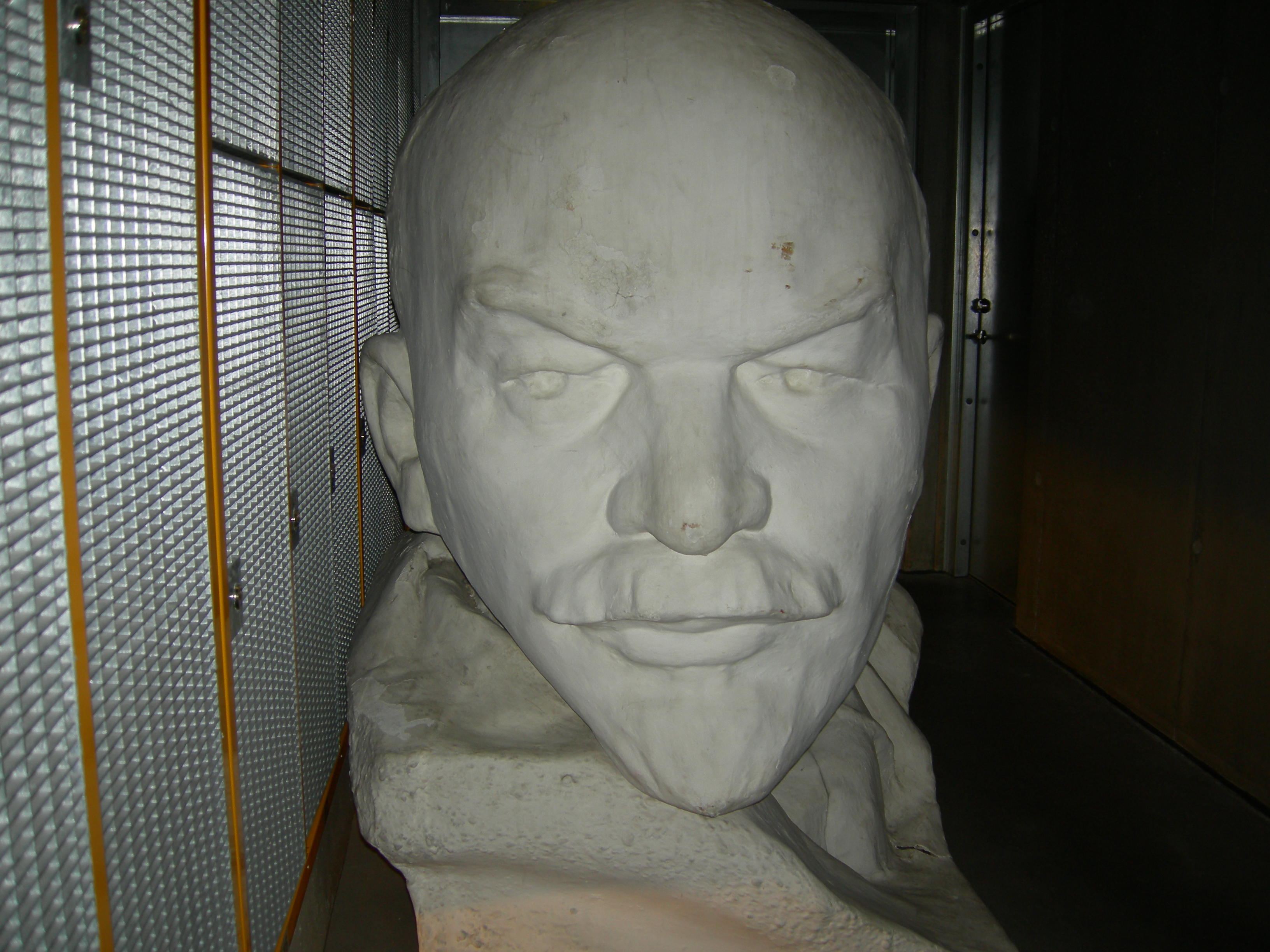
Бюст Ленина